# Màrius Bistagne i Fabregat
Màrius Bistagne i Fabregat (Barcelona, 26 de juny de 1925 - Barcelona, 23 de febrer de 2018) fou un director de fotografia català.

## Biografia
Era fill de Francesc Màrius Bistagne i nebot de Pere Bistagne (1901), director general de la 20th Century Fox i distribuïdor dels films d'Emisora Films.
Tot i la seva inicial inclinació envers la direcció, compaginà els estudis de filosofia i lletres amb el meritoriat de càmera en films d’Ignasi F. Iquino, fins que debutà com a foquista en Ni pobre ni rico sino todo lo contrario (1945). Debutà com a director de fotografia en El rey de la carretera (1954, Joan Fortuny) i com a primer operador de l’ambiciós La gata (1955, M. Aleixandre i R. M. Torrecilla), primer film rodat a l'Estat espanyol en CinemaScope, en Eastmancolor i so estereofònic. A partir de la dècada dels seixanta treballà també en publicitat industrial i animació a Visión, i feu documentals turístics com ara Islas Baleares; De Sitges a Casas de Alcanar i Mallorca (1972).
El 1984 creà la distribuïdora de vídeo: Vídeo Ediciones del Mediterráneo SA (VEMSA), per a adquirir continguts i distribuir-los al seu catàleg. Tenia la intenció de comprar el MIPTV, la fira de continguts de televisió més gran d'Europa i va ser allà, on va prendre contacte amb Toei Animation. També fou director artístic als estudis de doblatge DOVI, on es va doblar el primer anime que va arribar a TV3, Hola, Sandybell el mateix any, el qual va decidir portar ell. Altres animes notables que va portar-hi van ser Dr. Slump i El capità Harlock, però sobretot se'l coneix per apostar per Bola de Drac, que es convertiria en un gran fenomen de masses a Catalunya. També exercí d'actor de doblatge en algunes ocasions, destacant el personatge del Sol a Dr. Slump. Es jubilà el 1994.